# Collaria oculata
Collaria oculata är en insektsart som först beskrevs av Reuter 1876.  Collaria oculata ingår i släktet Collaria och familjen ängsskinnbaggar. Inga underarter finns listade i Catalogue of Life.